# مقاطعة مينرال (كولورادو)
مقاطعة مينرال (بالإنجليزية: Mineral County)‏ هي إحدى مقاطعات ولاية كولورادو في الولايات المتحدة الأمريكية.